# Meta-Chlorphenylpiperazin
meta-Chlorphenylpiperazin (m-CPP) ist ein Derivat des Piperazins. Wegen seiner psychoaktiven Wirkung taucht es als Inhaltsstoff von Partydrogen, meist in Tablettenform auf.

## Verwendung
In Versuchen mit Probanden, die in der Vorgeschichte an Migräne-Attacken litten, stellte man fest, dass diese Attacken bei etwa 90 % der Probanden nach Gabe von m-CPP künstlich ausgelöst werden können.
Die Substanz m-CPP taucht auch als MDMA-Ersatz- bzw. Zusatzstoff in Ecstasy-Tabletten auf, seit 2008 auch in Kombination mit MCP (Metoclopramid), um die Übelkeit zu unterdrücken, die mit Einsetzen der psychotropen Wirkung auftauchen kann. Die Gefahr der Substanz m-CPP besteht in der Überdosierung bei dem unter Ecstasy-Konsumenten üblichen Nachlegen (Szenejargon). Die Tabletten, welche im Idealfall MDMA enthalten, werden durch die Konsumenten der Gewohnheit nach im Laufe eines Abends, bzw. einer Nacht, weiter hochdosiert, was zwar auch bei MDMA unumstritten zu weiteren Nebenwirkungen führen kann, jedoch nach neuesten Studien der Universität Bristol wohl kaum im Verhältnis zu den Nebenwirkungen und auch besonders Langzeitfolgen von m-CPP Missbrauch steht. Die Langzeitschäden und Spätfolgen von m-CPP sind bisher kaum erforscht, dies gilt auch für die weiteren psychoaktiven Piperazin-Derivate.
Durch findige Untergrundlabore werden immer wieder neue Stoffe gesucht, welche noch nicht betäubungsmittelrechtlich verboten wurden oder unter behördlicher Aufsicht stehen, um diese dann als weitere neue Droge auf den Schwarzmarkt zu bringen. Allein in den letzten Jahren, seit 2005 zum ersten Mal auf diversen Internetseiten mit dem Thema Partydrogen und Aufklärung über dergleichen vor m-CPP-haltigen, als Ecstasy verkauften Tabletten gewarnt wurde, steigen die Warnmeldungen im Internet immer weiter an.
Auch andere Piperazin-Derivate wurden in den letzten Jahren häufiger als Inhaltsstoffe in Partydrogen, vorwiegend in als Ecstasy verkauften Tabletten gefunden, die wichtigsten waren 1-Benzylpiperazin (BZP), Methylendioxybenzylpiperazin (MDBP), Methoxyphenylpiperazin (MeOPP), Methylbenzylpiperazin (MBZP), oder Trifluormethylphenylpiperazin (TFMPP).

## Pharmakologie

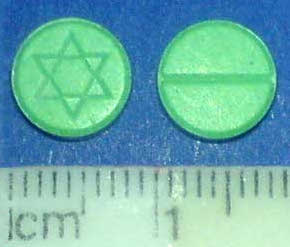
Ende des Jahres 2008 beschlagnahmte, als Ecstasy angebotene Tabletten, mit dem Inhaltsstoff m-CPP.

Das m-CPP ist ein Metabolit zweier Antidepressiva neuer Generation, aus der Klasse der dual-serotonerg wirkenden Mittel, welcher aber auch auf synthetischem Weg gewonnen werden kann.
Im menschlichen Körper werden die Piperazin-Derivate Trazodon und Nefazodon, welche bereits chemisch verwandt zu meta-Chlorophenylpiperazin sind, auch zu diesem metabolisiert (verstoffwechselt). Das Arzneimittel Trazodon wird als Antidepressivum der DSA-Klasse eingesetzt und seit einigen Jahren auch in Deutschland vermarktet. Das Nefazodon enthaltende Antidepressivum wurde im Jahr 2003 vom Markt genommen.
Die Panik und Angst induzierende Wirkung von m-CPP, ist medizinisch gut dokumentiert. Eine Überstimulierung (Hochregulation) des 5-HT2C-Rezeptors ist meist mit einer (z. T. äußerst heftigen) depressiven Verstimmung verbunden.

## Wirkung
m-CPP ist ein Serotoninrezeptor-Agonist und reguliert die 5-HT-Rezeptoren, welche einen wichtigen Einfluss auf den psychischen Zustand einer Person haben und dessen Wechselspiel Einfluss auf Depressionen und Angstzustände hat.

## Rechtslage
- Schweiz: m-CPP wird mit Inkrafttreten der revidierten Betäubungsmittelverordnung von Swissmedic[3] am 1. Dezember 2010 dem Betäubungsmittelgesetz[4] unterstellt und somit ab diesem Zeitpunkt illegal. Einfuhr, Besitz, Vertrieb etc. werden nach dem Betäubungsmittelgesetz geahndet.